# Приплив Землі
Приплив Землі (або хвиля Землі, хвиля кори, тілесна хвиля) це зміщення поверхні твердого тіла Землі спричинене гравітацією місяця і Сонця. Його основний компонент має метрову амплітуду, що змінюється з періодом близько 12 годин і довше. Найбільший приплив землі є півдобовим, але також значний внесок мають добовий, тижневий і двотижневі цикли. Хоча гравітаційні сили, що створюють океанські припливи і земні припливи є тими самими, ефект є досить різним.